# La Repasseuse
 (août 2018).
Si vous disposez d'ouvrages ou d'articles de référence ou si vous connaissez des sites web de qualité traitant du thème abordé ici, merci de compléter l'article en donnant les références utiles à sa vérifiabilité et en les liant à la section « Notes et références ».
La Repasseuse est une œuvre du peintre et sculpteur belge Rik Wouters. Le tableau est l’un des plus célèbres de l’artiste et il appartient à la collection du Musée royal des beaux-arts d'Anvers. Le tableau fut acheté par le musée en 1923 à la galerie de Georges Giroux.

## Contexte
Sculpteur de formation, Rik Wouters, peintre autodidacte, éprouvait une grande admiration pour l’œuvre de Paul Cézanne, Auguste Renoir, Vincent van Gogh et James Ensor. Son inspiration, il la trouvait principalement dans son milieu quotidien. Il représentait surtout sa femme, Nel (Hélène Duerinckx, 1866-1971), sa muse et l'amour de sa vie. Il la portraiturait à tous les instants de la vie, endormie, malade, s’habillant, en train de vaquer à diverses tâches ménagères, comme ici, en train de repasser. Il représentait la vie qui l’entourait dans ses tableaux, ses dessins et ses modelages.

## Description
Le tableau dépeint la femme de Wouters, Nel, dans leur maison de Boitsfort. Alors qu’elle repasse, elle lève les yeux et sourit amoureusement à son mari en train de la peindre, comme si le temps n’avait pas d’emprise. Ce sujet prosaïque est directement emprunté au quotidien de l’artiste, néanmoins, Wouters parvient à lui conférer une certaine joie de vivre, vibrante et colorée. Nel occupe le centre du tableau et attire notre attention. À sa gauche on distingue un panier rempli de linge à repasser. La peinture reflète une atmosphère chaude et lumineuse se dégageant de la maison de l’artiste. Les objets qui sont figurés, comme une lampe en cuivre, un vase de fleurs et une cloche de verre sur la cheminée accrochent et réfléchissent intensivement la lumière. Le tableau semble avoir été peint rapidement, de manière schématique à la manière d’une esquisse, fait de coups de pinceau vifs et intenses, si bien que l’œuvre ressemble à une aquarelle. Certains endroits de la toile sont restés vierges. Parmi ce lumineux et joyeux jeu de couleurs, se dégagent de subtiles variations tons de bleu, de jaune doux, de rose fané et de vert-d’eau, le tout savamment équilibrés. Il s’agit d’une image totale, comme reflet de son petit bonheur avec Nel, qu’il s’emploie à dépeindre aussi beau qu’il le ressent.
L’année 1912, durant laquelle ce tableau fut créé, fut une année féconde et fructueuse pour le couple. C’est au cours de cette année que Wouters reçu la reconnaissance qu’il méritait et c’est également dans le courant de cette année qu’il décrocha un fructueux contrat avec le marchand d’art bruxellois Georges Giroux. Atteint d’un cancer de la cavité maxillaire, il se retrouva, peu de temps après, en phase terminale de la maladie, et mourut en 1916.

## Sources
1. 1 2  Maréchal, Els., Devisscher, Hans., Huvenne, Paul., Musée Royal des Beaux-Arts (Anvers), Le museumboek : faits saillants de la collection, cop. 2003. (OCLC 66424052)
2. ↑  Notice du musée